# Si te sentis sola
Si te sentis sola è un singolo del rapper argentino Duki, pubblicato il 27 settembre 2017.

## Tracce
1. Si te sentis sola – 3:37